# Leopold Takawira
Leopold Takawira (* 1916 in Chirumanzi, Victoria District, Südrhodesien; † 1970 im Gefängnis in Salisbury, heute Harare, Rhodesien, heute Simbabwe) war einer der Vorkämpfer der Unabhängigkeit Simbabwes. Er war auch unter dem Namen Shumba yeChirumanzi bekannt.

## Leben
Takawira ging in Chirumanzi zur Schule und erhielt später eine Lehrerausbildung in Mariannhill in der Provinz Natal in der Südafrikanischen Union. Er wurde zuerst Hilfslehrer und später Leiter der Chipembere Gouvernment School in Highfield (Rhodesien), einem der ersten Townships in Salisbury, heute Harare. In den 1950er Jahren wurde er Angestellter in der Capricorn Africa Society des Colonel David Stirling und gab den Lehrerberuf auf.

## Politische Laufbahn
Nachdem der Rhodesische African National Congress von den britischen Kolonialbehörden in Südrhodesien verboten worden war, kam es 1959 zur Gründung der National Democratic Party (NDP). Takawira wurde 1960 zum Vorsitzenden des Bezirks Salisbury der Partei gewählt und Mitglied des Zentralen Parteivorstands. Am 19. Juli 1960 wurde er zusammen mit anderen führenden Kämpfern unter der Anschuldigung verhaftet, sie gehörten dem verbotenen National Congress an. Nach der Verhaftung der Parteimitglieder gab es Unruhen in Salisbury.
Am 21. September 1960 wurde Takawira zum vorläufigen Vorsitzenden der Partei gewählt, verlor jedoch die Wahl zum Präsidenten im November 1960 gegen Joshua Nkomo. Nkomo sandte Takawira danach als Leiter für die Internationalen Beziehungen der Partei nach London. Takawira hatte 1961 gegen die Politik der NDP-Führung von London aus protestiert. Dies führte zu einer Politikänderung in der Partei. 1961 wurde Takawira Gründungsmitglied der Zimbabwe African People’s Union (ZAPU), der Nachfolgerin der NDP. Auch in der ZAPU war er des für die Außenpolitik zuständige Vorstandsmitglied.
Takawiras Unzufriedenheit mit der Politik Nkomos führte zu seinem Ausschluss aus der Partei im Juli 1963. Daraufhin schloss er sich der abgefallenen Fraktion unter Ndabaningi Sithole an. Er wurde im August 1963 Stellvertretender Vorsitzender der Zimbabwe African National Union (ZANU).

## Verhaftung und Tod
Ende 1964 wurde Takawira verhaftet und zusammen mit Joshua Nkomo, Ndabaningi Sithole, Robert Mugabe und Edgar Tekere in Sikombele eingesperrt. Nach der Einseitigen Unabhängigkeitserklärung Rhodesiens im Jahre 1965 durch das Regime von Ian Smith wurde er in das Gefängnis in Salisbury verlegt. Dort verstarb er 1970, vermutlich an den Folgen der Nichtbeachtung seines Diabetes durch die Gefängnisverwaltung.
Takawira wurde zuerst in seinem Heimatdorf bestattet. Seit dem 11. August 1982 liegt er auf dem Heroes Acre bei dem Zimbabwe National Monument außerhalb von Harare.